# Mirjam Mous
Mirjam Mous (Oosterhout, 7 november 1963) is een Nederlandse auteur van kinderboeken.

## Levensloop
Mous' vader is kunstschilder. Ze is opgegroeid in Made. Voordat ze begon met schrijven, werkte ze 20 jaar op de Berkenhof, een school voor speciaal onderwijs in Breda. Sinds 2005 schrijft zij voltijds. Naast jeugd- en jongerenboeken schrijft ze verhalen voor lesmethoden en tijdschriften.
Mous schrijft voor verschillende leeftijden, van beginnende lezers (5+) tot boeken die geschikt zijn voor kinderen van 15 jaar en ouder.